# Mother o' Mine (film 1921)
Mother o' Mine è un film muto del 1921 diretto da Fred Niblo. C. Gardner Sullivan adattò per lo schermo The Octopus, una storia breve di Charles Belmont Davis pubblicata in Her Own Sort, and Others nel 1917.

## Trama

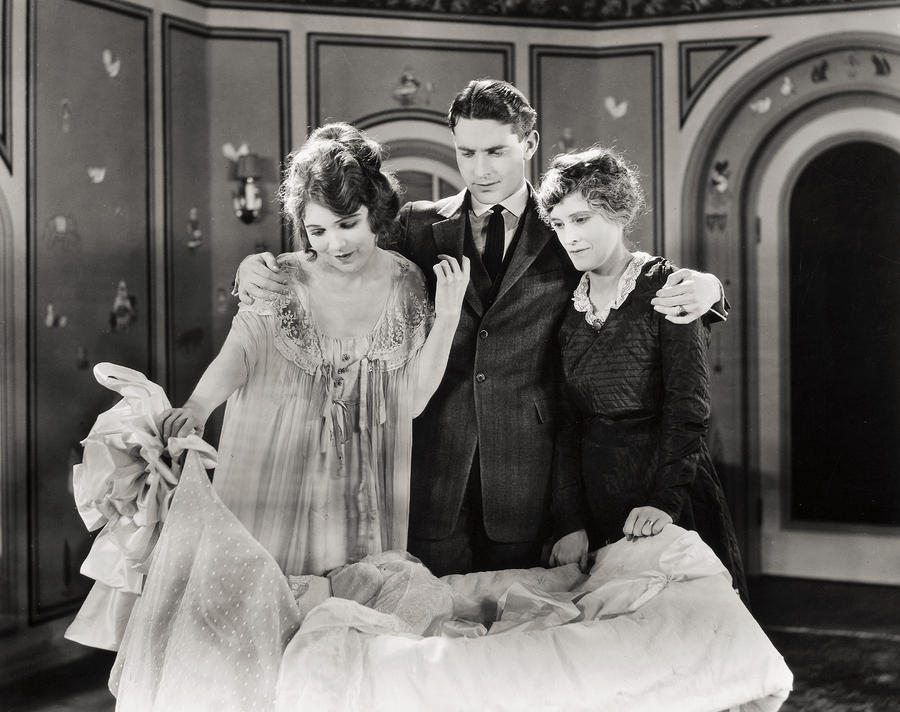
Betty Ross Clarke, Lloyd Hughes e Claire McDowell

Abbandonata dal marito Willard Thatcher, una donna alleva da sola il figlio Robert. Quando il ragazzo diventa adulto, lei lo manda a lavorare da Thatcher senza rivelare al figlio che quello è suo padre. Robert si trova a doversi confrontare con Thatcher quando scopre che operazioni finanziarie della ditta dove lavora sono sospette. Thatcher, che ammette di essere stato il marito di sua madre, nega però sfacciatamente di essere suo padre.
L'uomo poi rimane ucciso a causa di un incidente ma Fan Baxter, la sua amante, accusa Robert di essere il colpevole. Sarà l'intervento della signora Sheldon, la madre di Robert, a salvare il giovane, riuscendo a far confessare Fan di aver mentito.

## Produzione
Il film fu prodotto dalla Thomas H. Ince Corporation.

## Distribuzione
Il copyright del film, richiesto dalla Thomas H. Ince Corp., fu registrato il 2 giugno 1921 con il numero LP16605. Distribuito dall'Associated Producers Inc., il film uscì nelle sale cinematografiche USA il 5 giugno 1921.
Copia della pellicola viene conservata nell'UCLA Film and Television Archive.